# Frank Liivak
Frank Liivak (* 7. Juli 1996 in Tartu) ist ein estnischer Fußballspieler. Sein Vater Jaanus Liivak ist ein ehemaliger estnischer Basketballspieler und aktueller Trainer.

## Karriere

### Verein
Frank Liivak begann seine Karriere im Jahr 2004 in der Jugend von Almere City FC in den Niederlanden. Im Jahr 2006 wurde der Stürmer zeitweise in seine Geburtsstadt Tartu, an den dortigen Verein Olümpia Tartu verliehen.
Für diesen absolvierte das Talent von Mai bis September 2006 sieben Einsätze in der D-Jugend. Zurück in Almere spielte Liivak die folgenden Jahre (ab 2011 gab es zwischen Almere und Ajax Amsterdam eine Partnerschaft) bis 2013 in weiteren Altersklassen des Clubs.
Im Alter von 17 Jahren folgte eine Leihe nach Italien zum SSC Neapel. Die Italiener zahlten 100 Tausend € für diese Leihe. Er spielte dort ab 2013 in der Campionato Primavera und in der Saison 2013/14 in der Youth League. Nach der Saison wurde Liivak fest verpflichtet. Auch im zweiten Jahr war der Este in der Jugend gesetzt, kam aber in beiden Jahren nie bei den Profis zum Einsatz.
Noch in der Saison 2014/15 war für den Stürmer das Kapitel Italien beendet und er schloss sich, dem mittlerweile aufgelösten Club, Alcobendas Sport in Spanien an.
Im Sommer 2016 lief Liivak Arbeitspapier dann aus und er wurde vertragslos. Nach einem Probetraining konnte er sich im Februar 2017 für eine Verpflichtung bei FK Sarajevo empfehlen. In Bosnien-Herzegowina kam der Mittelstürmer nie über die Rolle eines Ergänzungsspielers hinaus.
Im Winter 2018 zog es Liivak zurück in seine Heimat zu FC Flora. In seiner Heimat war er sofort gesetzt. In seiner ersten Saison bei Flora sammelte er in 36 Spielen 26 Scorerpunkte. Mit Flora durfte er in der Saison 2018 an der UEFA-Champions-League-Qualifikation. Man schied in der ersten Runde mit zwei Niederlagen gegen Hapoel Be’er Scheva aus. Liivak durfte in beiden Spielen ran. In der UEFA Europa League Qualifikation schieden die Esten ebenso in der ersten Runde gegen APOEL Nikosia aus. In dieser Saison war Liivak nicht mehr so gesetzt wie noch in der Letzten. Oft kam er nur noch von der Bank. In 37 Spielen kam der Mittelstürmer auch nur auf acht Tore und zwei Assists. In der Saison 2020 durfte der Este noch seltener ran. Man war am Anfang der Saison wieder in der Europa-League-Qualifikation gescheitert. Diesmal an Eintracht Frankfurt, nachdem man sich vorher durchgesetzt hatte gegen FK Radnički Niš. An diesem Erfolg steuert Liivak eine Vorlage bei. Er kam in dieser Saison auf insgesamt 35 Einsätze, in denen er drei Mal traf und 12 Treffer vorlegte. In der UEFA-Champions-League-Qualifikation im folgenden Jahr schied man aus gegen Sūduva Marijampolė aus Litauen und nachdem man in der UEFA Europa League Qualifikation erst KR Reykjavík und später dann FC Floriana bezwingen konnte, flog man in der Qualifikationsrunde dann gegen Dinamo Zagreb aus dem Wettbewerb.
Im Winter 2021 wechselte Liivak den Verein. Er spielt nun bei FC Levadia Tallinn. Mit seinem neuen Club durfte der mittlerweile Rechtsaußen an der UEFA Europa Conference League Qualifikation teilnehmen, in der man knapp Dundalk FC erlag.

### Nationalmannschaft
Frank Liivak begann ab 2010 für verschiedene Juniorennationalteams Estlands zu spielen. Von der U-15 beginnend über die U-16, U-17 und U-19, debütierte der vielseitig einsetzbare Offensiv-Spieler 2013 in Estlands U-21 gegen Andorra in der Qualifikation für die U-21 Europameisterschaft 2015 in Tschechien.
Im Mai 2014 wurde der 17-jährige Liivak vom schwedischen Nationaltrainer Estlands, Magnus Pehrsson in den Kader für das anstehende Länderspiel gegen Gibraltar berufen. Er feierte sein Nationalmannschaftsdebüt in diesem Spiel, als er für Enar Jääger eingewechselt wurde. Sein bisher letztes Spiel für Estland durfte der Stürmer am 18. November 2020 gegen Georgien in der UEFA Nations League bestreiten.

## Erfolge

### FC Flora Tallinn
- Estnischer Meister: 2019, 2020
- Estnischer Pokalsieger: 2020
- Estnischer Superpokalsieger: 2020

### FCI Levadia Tallinn
- Estnischer Pokalsieger: 2021